# Liste des épisodes de Heartland (série télévisée canadienne)
 (décembre 2021).
Si vous disposez d'ouvrages ou d'articles de référence ou si vous connaissez des sites web de qualité traitant du thème abordé ici, merci de compléter l'article en donnant les références utiles à sa vérifiabilité et en les liant à la section « Notes et références ».
Cet article présente la liste des épisodes de la série télévisée canadienne Heartland.

## Saison 1 (2007-2008)
1. Retour à Heartland (Coming Home)
2. Après l'orage (After the Storm)
3. Portes ouvertes (Breaking Free)
4. Saisir sa chance (Taking Chances)
5. Un plan infaillible (The Best Laid Plans)
6. Un poney difficile (One Trick Pony)
7. Advienne que pourra (Come What May)
8. Au-delà de l'obscurité (Out Of The Darkness)
9. Le fantôme du passé (Ghost From the Past)
10. Né pour courir (Born To Run)
11. Les liens du sang (Thicker Than Water)
12. Renaître de ses cendres (Nothing Endures (a.k.a Rising From The Ashes))
13. Bien ensemble (Coming Together)

## Saison 2 (2008-2009)
1. Le Cheval fantôme (Ghost Horse)
2. Le Laisser partir (Letting Go)
3. Le Cadeau (Gift Horse)
4. Danse dans la nuit (Dancing in the Dark)
5. Cow-girls new-yorkaises (Corporate Cowgirls)
6. Tenir bon ! (Holding Fast)
7. Les Reines du rodéo (Sweetheart of The Rodeo)
8. La Fin de l'été (Summer's End)
9. L'Épreuve (Showdown)
10. La Vérité (True Enough)
11. Ébloui ! (Starstruck!)
12. La Séparation (Divorce Horse)
13. Mouvements sismiques (Seismic Shifts)
14. Agir ou mourir (Do or Die)
15. Le Hudson derby (Dark Horse)
16. Des liens qui se tissent (The Ties That Bind)
17. Tour complet (Full Circle)
18. Pas à pas (Step By Step)

## Saison 3 (2009-2010)
1. Miracle (Miracle)
2. Petits secrets (Little Secrets)
3. Meilleur ami de l'homme (Man's Best Friend)
4. La Grange hantée (Haunted Barn)
5. Jours de gloire (Glory Days)
6. Douleurs de croissance (Growing Pains)
7. La Barrière de départ (The Starting Gate)
8. Le Correctif (The Fix)
9. Flèche Brisée (Broken Arrow)
10. Œil du loup (Eye Of The Wolf)
11. Remise à l'eau (Catch And Release)
12. Prise en compte (The Reckoning)
13. Quarantaine (Quarantine)
14. L'Heureuse liste (The Happy List)
15. Seconde chance (Second Chances)
16. Vrille (Spin Out!)
17. Anneau de feu (Ring of Fire)
18. Dans les cartes (In the Cards)

## Saison 4 (2010-2011)
1. Retour à la maison (Homecoming)
2. Des rêves à la réalité (What Dreams May Become)
3. Chemins de traverse (Road Curves)
4. La Remise des diplômes (Graduation)
5. Les Vérités cachées (Where The Truth Lies)
6. Pari gagnant (Win, Place or Show)
7. Jackpot ! (Jackpot!)
8. Un jour (One Day)
9. Le Héros local (Local Hero)
10. Sautes d'humeur (Moods Swings)
11. Une affaire de famille (Family Business)
12. Nostalgie (Lost Song)
13. Le Chemin du retour (The Road Home)
14. Saut de la foi (Leap of Faith)
15. La Rivière (The River)
16. Ne jamais renoncer (Never Surrender)
17. Remue-Ménage (Burning Down the House)
18. Au bout du tunnel (Passages)

## Téléfilm (2010)
1. Le Noël d'Heartland (A Heartland Christmas)

## Saison 5 (2011-2012)
1. Trouver la liberté (Finding Freedom)
2. Quelque chose dans la nuit (Something in the Night)
3. Qu'y a-t-il dans un nom ? (What's in a Name ?)
4. Au-delà de la moitié d'un mile de l'enfer (Beyond Hell's Half Mile) Autre : En route vers l'enfer
5. Jamais lâcher (Never Let Go) Autre : Ne jamais abandonner
6. Pente glissante (The Slippery Slope) Autre : Une pente glissante
7. Que pour l'augmentation (Over The Rise)
8. Rien pour acquis (Nothing For Granted) Autre : Ne rien prendre pour acquis
9. Couvrez-moi (Cover Me) :
10. Confiance (Trust) Autre : La confiance
11. Amour de l'or (Fool's Gold) Autre : L'amour de l'or
12. Route de nulle part (Road to Nowhere) Autre : Droit dans le mur
13. Conséquences (Aftermath)
14. Travailler sur un rêve (Working On A Dream) Autre : Au bout de ses rêves
15. Détruire et construire (Breaking Down and Building Up)
16. Chevaux sauvages (Wild Horses)
17. Véritable vocation (True Calling)
18. Bougies dans le vent (Candles in the Wind)

## Saison 6 (2012-2013)
Le 10 mai 2012, la série a été renouvelée pour une sixième saison diffusée depuis le 16 septembre 2012.
1. Course contre le vent (Running Against The Wind)
2. Signal croisé (Crossed Signals)
3. Garder les apparences (Keeping Up Appearances)
4. Le Naturel (The Natural)
5. Mise à l'essai (Trial Run)
6. Coup de main (Helping Hands)
7. La vie est une autoroute (Life is a Highway)
8. Faire la bonne chose (Do The Right Thing)
9. Les Grandes Attentes (Great Expectations)
10. La Route à venir (The Road Ahead)
11. Soufflant la fumée (Blowing Smoke)
12. Jouer avec le feu (Playing with Fire)
13. Attente pour demain (Waiting for Tomorrow)
14. Perdu et disparu à jamais (Lost and Gone Forever)
15. Après tout ce que nous avons traversé (After All We Have Been Through)
16. Né pour ruer (Born to Buck)
17. Point de rupture (Breaking Point)
18. Sous pression (Under Pressure)

## Saison 7 (2013-2014)
Le 3 avril 2013, CBC a renouvelé la série pour une septième saison de 18 épisodes, diffusée à partir du 6 octobre 2013.
1. Recoller les morceaux (Picking Up the Pieces)
2. Vivre l'instant présent (Living the Moment)
3. Préserver ou démolir (Wrecking Ball)
4. Faire le bon choix (The Penny Drops)
5. Tâche délicate (Tread the Needle)
6. Maintenant ou jamais (Now or Never)
7. Dilemme (Best Man)
8. Plein la vue (Hotshot)
9. Revers de fortune (There but for Fortune)
10. La Lumière après les ténèbres (Darkness and Light)
11. Jours meilleurs (Better Days)
12. La Marche des chevaux (Walking Tall)
13. Retrouvailles (Lost Highway)
14. Ce qu'on a perdu (Things We Lost)
15. Quand la vie vous rattrape (Smoke ‘n’ Mirrors)
16. Retour en force (The Comeback Kid)
17. Un risque à prendre (On the Line)
18. Prenez garde à ce que vous souhaitez (Be Careful What You Wish For)

## Saison 8 (2014-2015)
Le tournage a repris le 12 mai 2014 et la saison a été diffusée à partir du 28 septembre 2014.
1. Retour à nouveaux (There and Back Again)
2. Le Grand Mur rouge (The Big Red Wall)
3. Rompre les liens (Severed Ties)
4. Secrets et mensonges (Secrets and Lies)
5. Finir pour recommencer (Endings and Beginnings)
6. S'esquiver (Steal Away)
7. Marcher un kilomètre (Walk a Mile)
8. L'Arbre généalogique (The Family Tree)
9. La Réforme de Pike River (The Pike River Cull)
10. Le Cœur d'une rivière (The Heart of a River)
11. Le Silencieux partenaire (The Silent Partner)
12. Heartland désuni (Broken Heartland)
13. Les cowgirls ne pleurent pas (Cowgirls Don’t Cry)
14. Cavaliers sur la tempête (Riders on the Storm)
15. Éclipse du cœur (Eclipse of the Heart)
16. Semblant (Faking it)
17. Tout ce dont j'ai besoin, c'est toi (All I need is You)
18. Écrit dans la pierre (Written in Stone)

## Saison 9 (2015-2016)
Le 5 mars 2015, la série a été renouvelée pour une neuvième saison. Le tournage a commencé mi-mai. La saison compte 18 épisodes et a été diffusée du 4 octobre 2015 au 20 mars 2016.
1. Un monde nouveau (Brave New World) : Tandis qu’un ours dangereux se cache près de Heartland, Amy et Georgie portent secours à un cheval blessé dans les bois.
2. Nouveau départ (Begin Again) : Ty se prépare à fêter un événement spécial tout en soignant un cheval abandonné avec Amy.
3. Plus dure sera la chute (Riding for a Fall) : Après avoir engagé Amy pour parfaire un numéro qu’elle souhaite exercer à un rodéo, Georgie se fait retirer par Lou et Peter qui préfèrent qu’elle se concentre sur ses travaux d’école.
4. Les Liens terrestres (Ties of the Earth) : Jack doit faire face au départ imminent d’un ami loyal et de confiance.
5. Remonter en selle (Back in the Saddle) : Pendant qu'Amy et Georgie se préparent pour la compétition de cowboy, Georgie tente, en jouant la carte de la culpabilité, d'obtenir de l'aide de Jack pour l’entraîner; elle espère ainsi qu'il s'attache à l'animal.
6. Chemin accidenté (Over and Out) T'y et Amy tentent le sauvetage d'un aigle blessé en montagne, mais l'aventure s'annonce dangereuse.
7. Sans peur et sans reproche (Fearless) Amy aide un joueur médiéval, gravement blessé lors d'une compétition, à regagner sa confiance pour qu'il puisse continuer à competitionner.
8. L'Heure des abandons (Reckless Abandon) Amy tentent d'aider Georgie à faire face à un départ imminent , mais Olivia compliquer les choses.
9. À propos de la confiance (A Matter of Trust) Amy et T'y travaillent ensemble afin de déterminer la rail pour laquelle le cheval de Caledon tombe malade à la suite de son traitement à Heartland.
10. La Noirceur avant l'aube (Darkness Before Dawn) Pendant une sa famille se réunit pour la retrouver, Georgie a des doutes à la suite de sa fugue d'Heartland.
11. Le Labyrinthe (Making the Grade) Jack et Tim demandent de l’aide à Ty pour une conduite de bestiaux, mais un accident imprévisible compromet leur plan.
12. En route vers la gloire (The Real Deal) Tim demande de l'aide à Amy et Georgie afin de décourager Jade d'accepter un contrat de commandite louche.
13. Affaire risquée (Risky Business) Amy et Case travaille ensemble pour sauver un cheval de course qui risque de terminer sa carrière; une ancienne petite amie de Tim refait surface, le forçant à réfléchir sur sa relation actuelle.
14. Pas de regret (No Regrets)
15. Partir ou rester (Making a Move)
16. Boîte de Pandore (Pandora’s Box)
17. L'Amour dans la balance (Love is Just a Word)
18. Résolutions (Resolutions)

## Saison 10 (2016-2017)
Le 17 mars 2016, la série a été renouvelée pour une dixième saison. Diffusée depuis le 2 octobre 2016, elle comptera 18 épisodes.
1. Il y aura des changements (There Will Be Changes)
2. Instinct Maternel (You Just Know)
3. Le Nouveau Venu (New Kid in Town)
4. Le Grand Départ (New Horizons)
5. Quelque chose à Prouver (Something To Prove)
6. Vilaine jalousie (The Green-Eyed Monster)
7. Du côté passager (Riding Shotgun)
8. Ici et maintenant (Here and Now)
9. Un cheval sans cavalier (A Horse With No Rider)
10. Si près et si loin à la fois (Together and Apart)
11. Changement de cap (Change of Course)
12. Le Bruit du silence (Sound of Silence)
13. On est si bien chez soi (Home Sweet Home)
14. Âmes sœurs (Written in the Stars)
15. L'arbre qui cache la forêt (Forest for the Trees)
16. Histoire de famille (A Long Shot)
17. Le Rêve (Dreamer)
18. Émotions fortes (Greater Expectations)

## Saison 11 (2017-2018)
Elle a été diffusée à partir du 24 septembre 2017 sur CBC.
1. Bébé à bord (Baby on board)
2. Des hauts et des bas (Highs and Lows)
3. L'Heure du choix (Decision Time)
4. Nouveaux horizons (How to say goodbye)
5. Prendre la mesure (Measuring up)
6. Une amitié inattendue (Strange bedfellows)
7. Défis parentaux (Our sons and daughters)
8. L'Heure de vérité (Truth be told)
9. La menace plane (Challenges)
10. Le Juste équilibre (A fine balance)
11. L'Entre-deux (Somewhere in between)
12. Sortir de l'ombre (Out of the Shadow)
13. Les Retrouvailles (Reunion)
14. Un Passé compliqué (Past imperfect)
15. Resserrer les liens (Strength of bonds)
16. Se sentir chez soi (A place to call home)
17. Le Doute (Doubt)
18. La Cérémonie (Naming Day)

## Saison 12 (hiver 2019)
Elle est diffusée à partir du 6 janvier 2019 sur CBC.
1. Se prendre à rêver (Dare to Dream)
2. Un cœur libre (Hearts Run Free)
3. La paix intérieure (Just Breathe)
4. Les Risques du métier (Risk and Reward)
5. Lentement mais sûrement (Change of Heart)
6. Diamant brut (Diamond is the Rough)
7. Morte de peur (Running Scared)
8. Fracture de fatigue (Stress Fractures)
9. Un long parcours (Long Road Back)
10. Une terrible nouvelle (All Hearts Lead Home)
11. Un espace pour grandir (Room to Grow)

## Saison 13 (automne 2019)
Elle est diffusée à partir du 22 septembre 2019 sur CBC.
1. Le Jeu de l'échelle (Snakes and Ladders)
2. Le Cheval sauvage (Wild One)
3. Dans le rétroviseur (Rearview Mirror)
4. L'Œil du cyclone (The Eye of the Storm)
5. Comme un conte de fées (Fairytale)
6. Souvenir, souvenir (A Time to Remember)
7. L'Art de la confiance (The Art of Trust)
8. Notre héritage (Legacy)
9. Le Combat ou la fuite (Fight or Flight)
10. Passer le flambeau (The Passing of the Torch)

## Saison 14 (hiver 2021)
Elle est diffusée à partir du 10 janvier 2021 sur CBC.
1. Keep Me in Your Heart
2. The Last Goodbye
3. Making Amends
4. Through the Smoke
5. Outsiders
6. The New Normal
7. Courage
8. Changing Gears
9. Find Me in the Dark
10. Staying the Course

## Saison 15 (automne 2022)
Elle est diffusée à partir du 17 octobre 2022 sur CBC.
1. Moving Toward the Light
2. Runaway
3. Bad Moon Rising
4. Sins of a Father
5. Blood and Water
6. Happy Ever After
7. Bluebird
8. Brand New Day
9. The Long Game
10. Leaving a Legacy